# Domingo de Nuix i Cabestany
Domingo de Nuix i Cabestany (Cervera s.XVII-s.XVIII) va ser un jurista català, rector de la Universitat de Barcelona, i responsable de posar en marxa la universitat a Cervera.
Domingo de Nuix va néixer a Cervera. Catedràtic de cànons i jurista. Va ser nomenat vicerector l'any 1715 mentre el rector encara es troba a Barcelona i, per tant, és el responsable executiu de l'arrencada de la universitat a la ciutat de Cervera. Al cap de tres anys, al claustre del dia 12 de desembre de 1717 és escollit rector de la Universitat de Cervera, càrrec que inicia el 22 de gener de 1718. El càrrec fou abolit tan sols un mes després amb l'argument de la dualitat i la coincidència amb les funcions del càrrec de canceller. Aquesta decisió és un reflex de la tendència generalitzada de les universitats hispàniques durant el s. XVIII, a concentrar tot el poder directe i la jurisdicció en una sola figura, el canceller, que era nomenat directament pel Rei. L'any 1725 exercia de jutge d'estudis. Va morir al s. XVIII, possiblement a Cervera.